# مدلر ۶۵۸۵۹
سیارک ۶۵۸۵۹ (به انگلیسی: 65859 Madler، نامگذاری:1997GF42) شصت و پنج هزار و هشتصد و پنجاه و نهمین سیارک کشف شده‌است که در ۹ آوریل ۱۹۹۷ کشف شد.